# 五灵乡
五灵乡，是中华人民共和国四川省南充市南部县下辖的一个乡镇级行政单位。

## 行政区划
五灵乡下辖以下地区：
徐家沟村、白虎嘴村、石城寨村、三角山村、黑水滩村、瓦向湾村、大堰坎村、福德场村、四房沟村、丁字桥村、大李沟村、歧库村、楼凤坪村、歧山坝村和何家沟村。